# 札幌東宝プラザ
札幌東宝プラザ（さっぽろとうほうぷらざ）は、北海道札幌市中央区に所在していた映画館である。
1925年（大正14年）に『三友館』として設立。その後『日活館』を経て1975年（昭和50年）に現館名に改称。東宝系列の洋画ロードショー館として数々のヒット作や大作を輩出してきた。2011年（平成23年）で映画館としての営業を終え、その後は貸ホール（2階、映画館）と貸ライブハウス（地下1階、旧BFHホール）の『札幌プラザ2・5』となり、さらに2020年（令和2年）7月22日からはディノスシネマの映画館『サツゲキ』に生まれ変わった。
ここでは、同館が最末期に行っていた映画イベント『ママズシネマクラブ』及び、同館1階にある商業施設『道産食彩HUG』（どうさんしょくさいハグ）についても記述する。

## 沿革
- 1925年（大正14年）：前身となる『三友館』が開業。
- 1938年（昭和13年）：『日活館』に改称。
- 1975年（昭和50年）：『東宝プラザ』に改称。東宝洋画系のロードショー館となる。
- 1981年（昭和56年）3月13日[1]：改築により『東宝プラザ』『プラザ2』の2スクリーン体制となる。
- 2006年（平成18年）9月：第1回札幌国際短編映画祭が開催される。
- 2008年（平成20年）12月20日：1階に『道産食彩HUG』がオープン。
- 2010年（平成22年）4月：ドルビー3Dシステムを導入。
- 2011年（平成23年）8月31日：『東宝プラザ』としての営業を終了。同年9月1日より貸ホール『札幌プラザ2・5』となる。
- 2014年（平成26年）7月28日：地下のプラザ2跡地にライブハウス『メッセホール』が移転再開業。
- 2017年（平成29年）1月1日：メッセホールが『BFHホール』に改称。
- 2019年（平成31年）4月1日：BFHホールが『札幌プラザ2・5』に名称が戻る。
- 2020年（令和2年）
  - 2月末：『札幌プラザ2・5』としての劇場営業を終了[3]。
  - 3月7日：1階にてゲームセンター『ディノスパーク札幌狸小路』の営業を開始[4]。
  - 7月22日：札幌プラザ2・5の全スクリーン跡に4スクリーンのシネコン『サツゲキ』が入居し、グランドオープン[2]。
- 2022年（令和4年）9月19日：ディノスパーク札幌狸小路の営業を終了。
- 2023年（令和5年）7月6日：ディノスパーク跡地にツルハドラッグ狸小路5丁目店がオープン[5]。

## データ
- 所在地：北海道札幌市中央区南2条西5丁目18番地（狸小路5丁目）
- 運営：株式会社谷井
  - 代表：谷井平蔵（初代）[6]、谷井新蔵（2代目）[6]、谷井敬四郎（閉館時点[7]）
  - 支配人：牧浦弘英（閉館時点）[8]

| 階      | 2023年7月時点                                     | 2020年7月時点                                                                      | 2019年5月時点                                                     | 2017年5月時点                                                   | 2016年5月時点                                  | 2011年8月時点              | 備考 |
| ------- | ------------------------------------------------- | ---------------------------------------------------------------------------------- | ----------------------------------------------------------------- | --------------------------------------------------------------- | ---------------------------------------------- | -------------------------- | --- |
| 3階     | サツゲキ2（28席） サツゲキ3（48席）               | サツゲキ2（28席） サツゲキ3（48席）                                                | 映写室                                                            | 映写室                                                          | 映写室                                         | 東宝プラザの映写室         | |
| 2階     | サツゲキ1（200席）                                | サツゲキ1（200席）                                                                 | 札幌プラザ2・5                                                    | 札幌プラザ2・5                                                  | 札幌プラザ2・5                                 | 東宝プラザ                 | 東宝プラザ座席数 508席 （1981年 - 2003年11月） ↓ 376席 （2003年12月 - 、椅子の色は赤）                                    |
| 1階     | ツルハドラッグ狸小路5丁目店 HUGイート／狸小路横丁 | HUGイート／狸小路横丁、ディノスパーク 札幌狸小路、エクスチェンジャーズ札幌狸小路店 | エクスチェンジャーズ札幌狸小路店、 道産食彩HUG                    | エクスチェンジャーズ札幌狸小路店、 道産食彩HUG                  | 道産食彩HUG                                    | チケット売り場 道産食彩HUG | |
| 地下1階 | サツゲキ4（170席）                                | サツゲキ4（170席）                                                                 | 札幌プラザ2・5 （ライブハウス、 2019年4月1日にBFHホールから改称） | BFHホール （ライブハウス、 2017年1月1日にメッセホールから改称） | メッセホール （ライブハウス、2014年7月に移転） | プラザ2                    | プラザ2座席数 240席（1981年 - 2003年11月） ↓ 173席 （2003年12月 - 、椅子の色は青） ↓ 150席 （2017年1月 - 、椅子の色は青） |

## 概要

### 三友館〜日活館

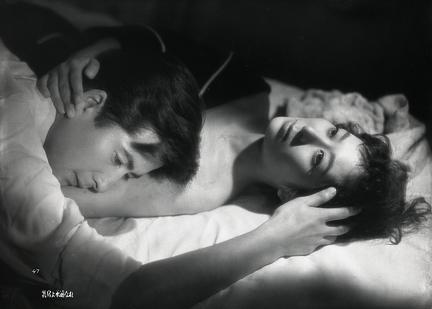
『乳房よ永遠なれ』の月丘夢路（写真右）と葉山良二。

狸小路は明治時代から町屋や飲食店、勧工場、演芸場などが並ぶ商店街として進化を遂げ、1892年（明治25年）に設立した寄席「札幌亭」をルーツとする帝国座（1丁目）や、1910年（明治43年）に演芸場として設立し、その後松竹の封切館となった遊楽館（3丁目）も狸小路にあった。
1925年（大正14年）、先述の「遊楽館」を経営していた九島興行により、パラマウント映画を中心とする洋画封切館『三友館』として狸小路5丁目に設立された。初代の支配人は谷井平蔵で、運営会社の名称はその名字に由来している。
1936年（昭和11年）には道内初のトーキー上映を開始。1938年（昭和13年）、日活に経営が譲られ、日活館となったが、1940年（昭和15年）に九島興行より独立。1955年（昭和30年）からは邦画各社の準封切館となる。この年には帯広市出身の歌人・中城ふみ子の生涯を映画化した日活作品『乳房よ永遠なれ』（田中絹代監督）がヒットしている。1960年（昭和35年）、谷井新蔵が2代目の館主となる。

### 東宝プラザ
やがて映画の斜陽化が進み、1975年（昭和50年）、東宝洋画系ロードショー館に一本化され、館名を東宝プラザと改称。1981年（昭和56年）3月13日に現在の建物に改築され、2階＝東宝プラザ、地下1階＝プラザ2の2館体制へと移行。ジャッキー・チェン主演の『ヤングマスター 師弟出馬』がこけら落としとなった。主に東京の日比谷スカラ座や日比谷映画、日劇プラザなどで上映される邦画・洋画の話題作を数多く上映し、東宝公楽や東宝日劇と共に道内東宝系列映画館のチェーンマスターとして親しまれた。1991年（平成3年）の高畑勲監督作『おもひでぽろぽろ』からはスタジオジブリ作品を上映するようになり、1997年（平成9年）7月12日封切の宮崎駿監督作『もののけ姫』では、わずか半年の上映で17万人を動員する記録を打ち立てている。
1998年（平成10年）、サッポロファクトリー内に「ユナイテッド・シネマ札幌」、2003年（平成15年）には札幌駅前に「札幌シネマフロンティア」といった大型シネマコンプレックスがオープンし、競争が激化。シネマフロンティア開業を機に2003年2月をもって東宝との番組提携契約が打ち切られ、東宝の系列館からフリー館に転換。同年12月に座席や内装のリニューアルを行った。丸の内ピカデリー1・2・3や丸の内ルーブルをメイン館としたウォルト・ディズニー・スタジオ配給の洋画（『パイレーツ・オブ・カリビアン』シリーズ4作品、『ファインディング・ニモ』『Mr.インクレディブル』等）も上映するようになったのもこの頃からである。『踊る大捜査線』や『海猿』、『名探偵コナン』など、大ヒットした邦画シリーズも閉館まで封切られた。『踊る大捜査線 THE MOVIE 2 レインボーブリッジを封鎖せよ!』がメガヒット後に再編集・再録音された『踊る大捜査線 BAYSIDE SHAKEDOWN 2』も市内で唯一封切られ、ファンによる封鎖上映会がプラザ2で実施される。
映画興行の合間に行うイベントにも積極的に取り組み、2006年（平成18年）より毎年秋に『札幌国際短編映画祭』を開催。2009年（平成21年）からはディノスシネマズ札幌劇場と共に『ママズシネマクラブ』（後述）と題した親子限定の貸切興行を実施。さらに2010年（平成22年）4月17日公開の『アリス・イン・ワンダーランド』（ティム・バートン監督）からは376席のスクリーンに3Dデジタルシネマシステム（ドルビー3D方式）を導入するテコ入れを図った。2011年（平成23年）5月18日には、実業家でエッセイストの高橋歩が出演し、俳優の小橋賢児が監督したロードムービー『DON'T STOP!』の上映会が行われ、高橋と小橋が舞台挨拶で来館した。

### 札幌プラザ2・5〜サツゲキへ

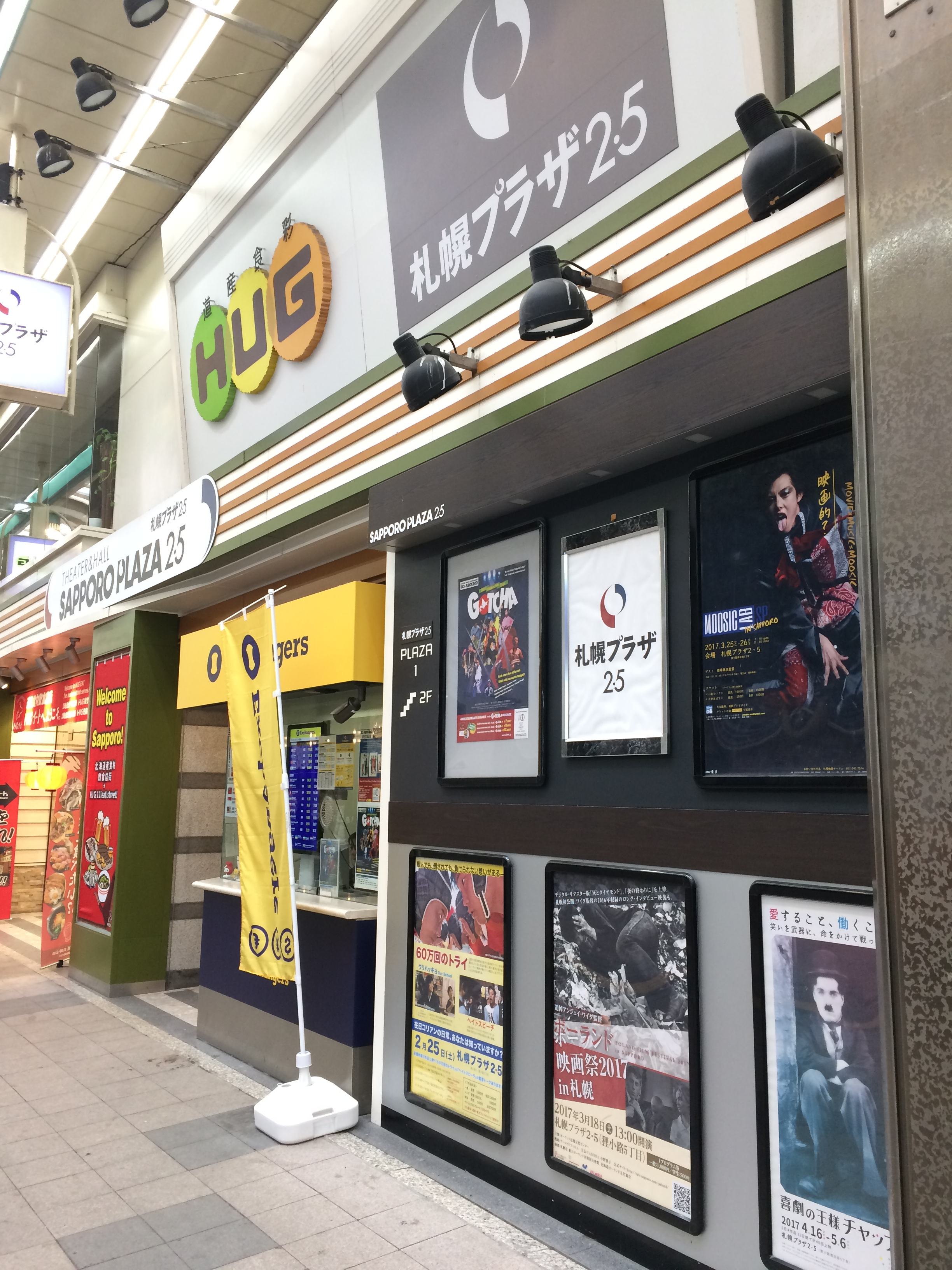
札幌プラザ2・5
（2017年2月）

2011年（平成23年）7月8日の北海道新聞の報道で、同年8月31日をもって閉館することが明らかとなった。道央圏ではこの年、白石区にあったディノスシネマズ札幌白石が閉館（5月8日）、千歳市にじゃがポックルシアターがオープン（7月15日）した他、同年後半以降上映方式のデジタル化を果たす映画館・シネコンが相次いだが、東宝プラザは3Dデジタル以外すべて35mmフィルム上映で営業を全うする結果となった。ロードショー最後の番組は邦画が7月16日封切の『コクリコ坂から』（宮崎吾朗監督）、洋画が7月30日封切の『カーズ2』。同年8月20日から31日までさよなら上映会が行われ、『網走番外地 大雪原の対決』をもって三友館時代から86年に及ぶ映画館としての営業を終了した。これによって札幌市内から大手映画会社の名を冠した従来型の映画館が消滅したが、ススキノラフィラ（2020年5月17日閉店）跡地に建設された複合施設「COCONO SUSUKINO」内にシネマコンプレックスの『TOHOシネマズすすきの』が2023年11月30日にオープンしている。
跡地は同年9月1日より貸ホール『札幌プラザ2・5』として改修されることなく存続し、試写会などのイベント利用や札幌映画サークルの自主上映の他、札幌国際短編映画祭も継続して行う。
2014年（平成26年）7月28日、それまで狸小路3丁目にあったキクヤ運営のライブハウス『メッセホール』が地下1階部分に移転オープン。これに伴う改装により、スクリーン正面にステージが付いた。その後2017年（平成29年）1月1日にメッセホールは『BFHホール』に改称し、地元の若手お笑い芸人のライブにも使用するようになったが、平成終了を目前にした2019年4月1日に「札幌プラザ2・5」と名称が戻る。
2019年（令和元年）6月2日をもって南3条西1丁目にあった旧ビルでの営業を終えたスガイディノスの映画館とゲームセンターが、2020年（令和2年）に札幌プラザ2・5内にて再オープンする計画が起こった。これに伴い札幌プラザ2・5は同年2月末をもって現体制での映画館業務を終了し、4スクリーン体制の『ディノスシネマズ札幌劇場』が入居する。同年7月22日に「サツゲキ」として、改装・グランドオープンし、東宝プラザの閉館から約9年ぶりに常設映画館に戻った。
この「サツゲキ」への転換に伴い札幌プラザ2・5での開催を取りやめた札幌国際短編映画祭は、同年度の第15回と翌年（2021年）の第16回の開催を主にオンライン上に移し、特別上映を札幌文化芸術劇場内のクリエイティブスタジオで行っていたが、2022年の第17回でサツゲキをオフィシャル・ベニュー・パートナーとして迎え、3年ぶりにプラザ2・5ビル内での開催に戻った。
「サツゲキ」の運営は、スガイディノスの民事再生手続に伴い、2022年10月1日付で佐々木興業とGENDA GiGO Entertainmentが出資しているディノスシネマへ譲渡された他、同じくスガイディノスが運営していた「ディノスパーク札幌狸小路」はGENDA GiGO Entertainmentへの譲渡対象外となり、同年9月19日に閉店。跡地にはツルハドラッグ狸小路5丁目店が2023年7月6日にオープンしている。

## ママズシネマクラブ
ママズシネマクラブ（Mama’s Cinema Club）は、札幌大通まちづくり株式会社が企画・運営し、東宝プラザとディノスシネマズ札幌劇場で開催されていた映画イベント。
子供が生まれてからなかなか映画館に行く機会がない、といった観客のために企画された催しで2009年12月に第1回を開催。毎回午前9時30分に開場し、午前10時から上映していた。これと同様の企画にTOHOシネマズの「ママズクラブシアター」や、札幌シネマフロンティアが毎週火曜日に行っている「親子シネマ」がある。
東宝プラザ閉館後はしばらく行っていなかったが、2012年9月30日に「大通ファミリーシネマ」と称して『ロラックスおじさんの秘密の種』が札幌プラザ2・5で上映された。
| 回数  | 開催年月日     | 上映された映画（上映館）                                        |
| ----- | -------------- | --------------------------------------------------------------- |
| 第1回 | 2009年12月18日 | カールじいさんの空飛ぶ家（プラザ） ジュリー&ジュリア（札劇）    |
| 第2回 | 2010年3月26日  | プリンセスと魔法のキス（プラザ） シャーロック・ホームズ（札劇） |
| 第3回 | 2010年7月16日  | トイ・ストーリー3（プラザ） 瞬 またたき（札劇）                 |
| 第4回 | 2010年11月26日 | SP 野望編（プラザ） ハリー・ポッターと死の秘宝PART1（札劇）     |
| 第5回 | 2011年3月25日  | 塔の上のラプンツェル（プラザ） ツーリスト（札劇）               |
| 第6回 | 2011年8月26日  | カーズ2（プラザ） 待ちくたびれて（札劇）                        |

## 道産食彩HUG
東宝プラザのチケットカウンターがあった1階部分は過去に時計店やゲームセンターなどが入居していたが、2008年12月19日、道産品の食材販売などを行う商業施設として「道産食彩HUG」（どうさんしょくさいハグ）がオープンした。狸小路商店街振興組合役員を中心に設立した「狸小路道産食彩協議会」が運営・経営しており、同館の支配人を務めた牧浦弘英が事務局長として参加している。
施設名の「HUG」（ハグ）は“愛情を持って育む”という意味があり、安心なものを食べたいという消費者の願いと、新鮮なものを皆様に食べてもらいたいという生産者の思いをつなぐ架け橋になりたいという思いが込められている。
野菜・魚介類などの食料品を扱う「HUGマート」（ハグマート）と、韓国料理店や寿司屋、やきそば、牡蠣などの専門店を擁する「HUGイート／狸小路横丁」（ハグイート／タヌキコウジヨコチョウ）の2ヵ所で構成されていたが、先述のスガイディノスへの転換に伴いHUGマートは2019年12月末で撤退。HUGマート跡地にはゲームセンター「ディノスパーク札幌狸小路」が2020年3月7日から営業しているため、HUGイート／狸小路横丁のみ営業を継続している。